# Giovanni Bernardo Gremoli
Giovanni Bernardo Gremoli O.F.M.Cap. (Poppi, 30 de junho de 1926 - Florença, 6 de julho de 2017) foi um religioso italiano da Igreja Católica Romana que serviu como vigário apostólico da Arábia, de 1976 a 2005.

## Biografia
Frei Giovanni Bernardo Gremoli nasceu em Poppi, Arezzo, Itália, o segundo de seis filhos de uma família de granjeiros.
Em 1942, ingressou na Ordem dos Capuchinhos e fez sua primeira profissão religiosa em 15 de agosto de 1943. Foi ordenado sacerdote em 17 de fevereiro de 1951, em Florença. Especializou-se posteriormente em missiologia e licenciou-se em direito canônico na Pontifícia Universidade Urbaniana de Roma. Em 1954, foi nomeado secretário das Missões Capuchinhas de Florença. Visitou várias vezes e por muito tempo as missões confiadas à província da Toscana na Índia, na Tanzânia e no Vicariato Apostólico da Arábia, confiado ao cuidado da província desde 1916.
O Papa Paulo VI nomeou-o, em 2 de outubro de 1975, vigário apostólico da Arábia e bispo titular de Masuccaba. O cardeal prefeito da Congregação para a Evangelização dos Povos, Dom Agnelo Rossi, consagrou-o em 22 de fevereiro de 1976, em na Igreja de São Francisco e Santa Clara, em Florença, Itália. Os co-consagrantes foram Dom Giovanni Bianchi, bispo auxiliar de Florença, e Dom Frei Telesforo Giovanni Cioli, O.Carm., bispo de Sansepolcro.
Por quase trinta anos, Dom Gremoli foi responsável pelo cuidado de todos os católicos na Arábia Saudita, Bahrein, Emirados Árabes Unidos, Omã, Catar e Iêmen com seu escritório em Abu Dhabi.
Em 21 de março de 2005, o Papa João Paulo II aceitou sua aposentadoria por motivo de idade e nomeou como seu sucessor o bispo auxiliar e confrade Dom Paul Hinder. Retornou então para o Convento dos Capuchinhos em Florença, onde viveu seus últimos anos.